# Unité urbaine de Bar-le-Duc
L'unité urbaine de Bar-le-Duc est une unité urbaine française centrée sur la commune de Bar-le-Duc dans la Meuse, en région Grand Est.

## Données générales
En 2010, selon l'Insee, l'unité urbaine était composée de quatre communes.
En 2020, à la suite d'un nouveau zonage, elle est composée des quatre mêmes communes.
En 2022, avec 17 757 habitants, elle représente la 2e unité urbaine intra-départementale du département de la Meuse et occupe le 36e rang dans la région Grand Est.
En 2022, sa densité de population s'élève à 315 hab/km2. Par sa superficie, elle ne représente que 0,9 % du territoire départemental mais, par sa population, elle regroupe 9,82 % de la population du département de la Meuse.

## Composition de l'unité urbaine en 2020
Elle est composée des quatre communes suivantes :
| Nom                       | Code Insee | Département | Statut       | Superficie (km2) | Population (dernière pop. légale) | Densité (hab./km2) | Modifier                                    |
| ------------------------- | ---------- | ----------- | ------------ | ---------------- | --------------------------------- | ------------------ | ------------------------------------------- |
| Bar-le-Duc (ville-centre) | 55029      | Meuse       | ville-centre | 23,62            | 14 615 (2022)                     | 619                | modifier les données · modifier les données |
| Behonne                   | 55041      | Meuse       | banlieue     | 9,17             | 603 (2022)                        | 66                 | modifier les données · modifier les données |
| Fains-Véel                | 55186      | Meuse       | banlieue     | 18,30            | 2 088 (2022)                      | 114                | modifier les données · modifier les données |
| Savonnières-devant-Bar    | 55476      | Meuse       | banlieue     | 5,16             | 451 (2022)                        | 87                 | modifier les données · modifier les données |

## Évolution démographique
| 1968   | 1975   | 1982   | 1990   | 1999   | 2010   | 2015   | 2022   |
| ------ | ------ | ------ | ------ | ------ | ------ | ------ | ------ |
| 22 735 | 22 782 | 22 329 | 21 388 | 20 549 | 19 305 | 18 845 | 17 757 |

#### Données générales
- Unité urbaine en France
- Aire d'attraction d'une ville
- Liste des unités urbaines de France

#### Données démographiques en rapport avec l'unité urbaine de Bar-le-Duc
- Aire d'attraction de Bar-le-Duc
- Arrondissement de Bar-le-Duc

#### Données démographiques en rapport avec la Meuse
- Démographie de la Meuse